# Vrsari repülőtéri bombázás

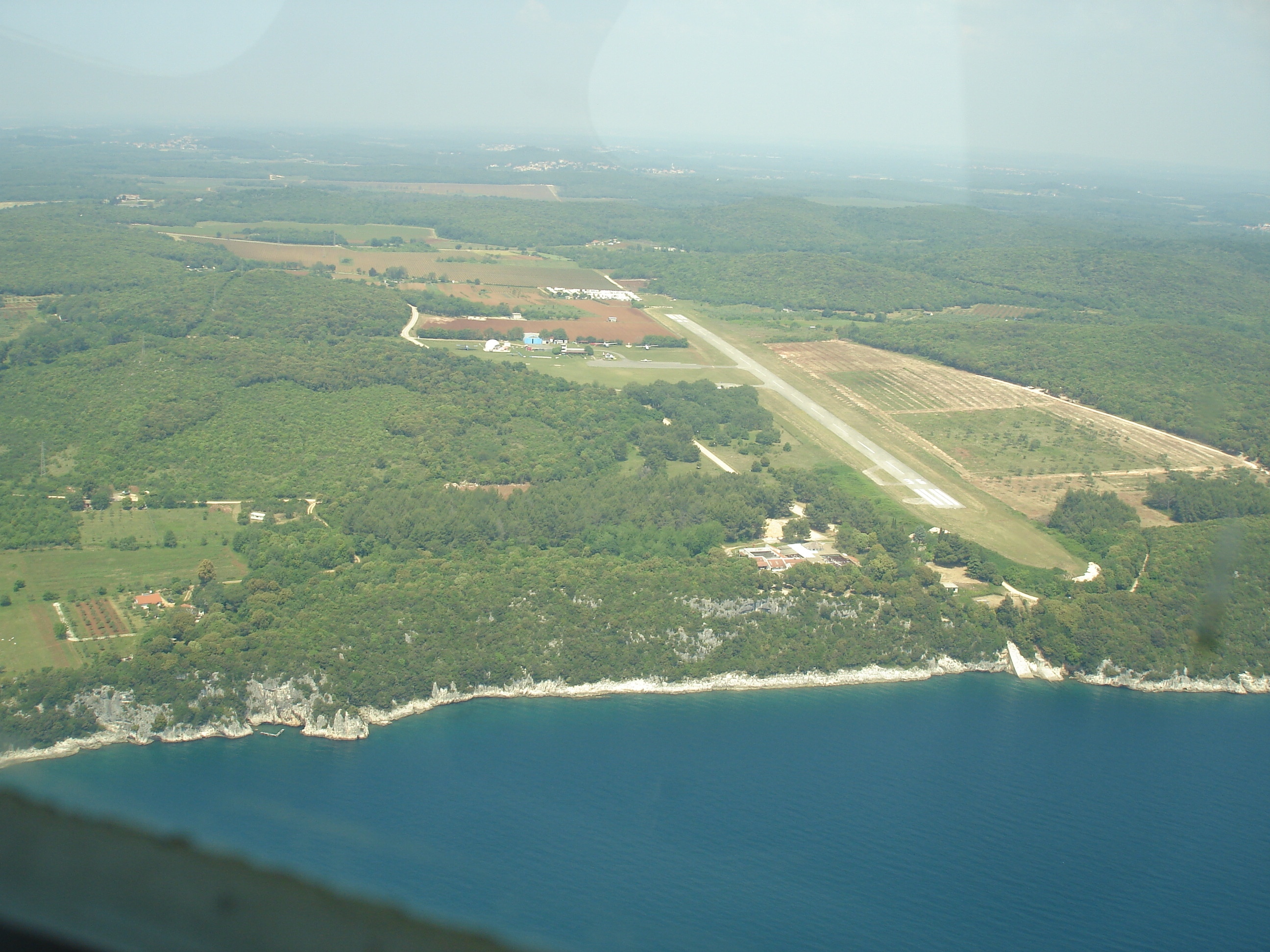
A vrsari repülőtér madártávlatból

A vrsari repülőtéri bombázás (horvátul: bombardiranje aerodroma kraj Vrsara) a Jugoszláv Légierő légicsapása volt az Isztriai-félszigeten található Vrsar melletti „Crljenka” légisport-repülőtér ellen. A légicsapásra 1991. december 21-én került sor, valószínűleg a jugoszláv légierőt elhagyó horvát pilóták kiképzésének leállítására tett kísérletként, akiket Vrsarban képeztek ki. Azon kívül, hogy kiképző létesítmény volt, a repülőtérnek jelentős logisztikai értéke is volt. Mivel azonban a horvátok támadást csak a stratégiailag fontosabb pólai repülőtér ellen vártak (amelyet a JNA valamivel több, mint egy hónappal korábban evakuált), a vrsari reptéren csekély volt a védelem, és a horvátokat váratlanul érte. A légiriadó szirénája is csak tíz perccel a támadás után szólalt meg. A rajtaütésben ketten meghaltak, a repülőtér pedig megrongálódott.

## Előzmények
A vrsari repülőteret megtámadó sugárhajtású vadászrepülőgépek a JNA által 1991-ben intenzíven használt željavai légitámaszpontról emelkedtek a levegőbe. A bázis stratégiai jelentőségét fokozta, hogy a Pljesevica-hegységben volt elhelyezve a „Celopek” elfogó és megfigyelő radarral felszerelt, egész Jugoszlávia légterét és területét lefedő fejlett integrált légvédelmi hálózati idegközpont, melynek amellett, hogy fő funkciója radarvédelem volt, egyben irányítóközpontként és biztonságos kommunikációs létesítményként is szolgált a légibázis két teljes vadászszázadnak, egy felderítő századnak és a kapcsolódó karbantartási létesítményeknek otthont adó alagutakat is tartalmazott.
A repülőteret, ahonnan a jugoszláv légierő megtámadta Vrsart, később szándékosan megrongálta a visszavonuló jugoszláv katonaság. Utóbbi ugyanis a Jugoszláv Néphadsereg kivonulásakor az előre megépített (e célra kialakított) terek robbanóanyaggal való feltöltésével és felrobbantásával megsemmisítette a légitámaszpont kifutópályáját. A komplexum horvát és bosznia-hercegovinai erők általi esetleges további felhasználásának megakadályozása érdekében a Szerb Krajina katonasága 1992-ben további 56 tonna robbanóanyag felhasználásával fejezte be a pusztítást. A közeli falvak lakói azt állították, hogy a füst a robbanás után még hat hónapig szállt az alagutakból.
A támadás Póla ellen volt várható, de Vrsar ellen nem. 1991 novemberében a JNA kiürítette a pólai repülőteret, azonban az egész létesítményt elaknásította. Miután a horvátok úgy döntöttek, hogy aknamentesítik a repülőteret, a művelet végrehajtása közben a 119. Isztriai dandár négy bombamentesítési szakértője (Dušan Bulešić, Stevo Grbić, Vicalj Marjanović és Marijan Vinković) halt meg.
A novemberi és decemberi feszültségek, éjszakai lövöldözések, áramszünetek és légitámadások után a JNA 1991. december 16-án, néhány nappal a Crljenka bombázása előtt végleg elhagyta Pólát (és az Isztriát), miután a Luciano Delbianco vezette tárgyalócsapatnak sikerült tárgyalni a JNA békés kivonulásáról, és a város horvát kézbe adásakor megőriznie a békét, valamint elkerülni a pusztulást.  
Az, hogy a tárgyalások sikerre vezettek a tárgyalóasztal túloldalán ülő olyan tiszteletreméltó feleknek is köszönhető, mint Marjan Pogačnik tengernagy és Vladimir Barović tengernagy. Híressé vált Barovićnak az a kijelentése, hogy „amíg én vagyok a parancsnok, itt semmiféle pusztítást nem végeznek, és ha mégis kényszerítenének Póla és az Isztria megsemmisítésére, arra én már nem leszek itt.” Az Isztria JNA és a Jugoszláv Haditengerészet általi elhagyásakor a horvát területvédelem (TO) korábban elkobzott fegyvereit a Horvát Hadseregnek adták át. Az Isztria területén – ahol a JNA 78 létesítményt evakuált – átadott TO fegyverek mennyisége két harci dandár felfegyverzésére volt elegendő.

## A támadás indítéka
A támadás oka az lehetett, hogy meghiúsítsák néhány olyan pilóta kiképzését, akik elhagyták a jugoszláv légierőt, és állítólag Vrsarban képezték ki őket. Amellett, hogy kiképző létesítmény volt, a repülőtér „jelentős logisztikai értékkel bírt Isztria számára”. A vrsari repülőtér elleni támadást mégis meglehetősen valószínűtlennek tartották. Ezért Vrsar légitámaszpontja nem volt kellően felszerelve, csekély volt a légvédelem, és nem volt megfelelő megfigyelő és kommunikációs szolgálat.

## A bombatámadás
Bár az Isztria a horvátországi háború egyik kevésbé érintett régiója volt, nem kerülték el a támadások.
A feltételezések szerint a vrsari bombázást a Jugoszláv Légierő 124. vadászrepülőszázada hajtotta végre, mely a 117. vadászrepülőezred részeként a zeljavai légibázison állomásozott. A repülőgépek Bihácsról szálltak fel és a Lim-csatorna felől repültek be a célterületre.
Valamivel 13 óra előtt a hét (más források szerint 4-8) MiG–21-es kezdte bombázni vrsari „Crljenka” repülőteret, és 250 kg-os bombákat, 2-4 kazettás bombát, nyolc-tizenkét 127 mm-es világítórakétát, kilencven-száz 23 mm-es gépágyú lövedékeket, huszonöt-harminc 57 mm-es rakétát, valamint egy napalmbombát (amely nem aktiválódott) dobott a repülőtérre. Mivel, mint említettük, a vrsari repülőtér elleni támadás nem volt várható , és a „Crljenka” légvédelme csekély volt, valamint a „figyelő és jelentéstevő szolgálat sem reagált időben”, a szirénák csak tíz perccel a támadás megkezdése után szólaltak meg.
A robbanásokban két ember vesztette életét: Dragutin Barić, a Horvát Légierő és Dragan Garvan, a Vrsari Repülőklub tagja. A háború elején technikusként mindketten mezőgazdasági repülőgépeket szereltek fel harci és védelmi célokra. A vita arról, hogy miért Vrsar repülőterét támadták meg Póla helyett, a mai napig tart. Az sem ismert, hogy ki rendelte el a támadást.
Az áldozatok emlékére haláluk helyén emlékkeresztet állítottak.

## Fordítás
Ez a szócikk részben vagy egészben  a   Vrsar airport bombing című angol Wikipédia-szócikk ezen változatának fordításán alapul.  Az eredeti cikk szerkesztőit annak laptörténete sorolja fel. Ez a jelzés csupán a megfogalmazás eredetét és a szerzői jogokat jelzi, nem szolgál a cikkben szereplő információk forrásmegjelöléseként.